# Kościół Wniebowzięcia Najświętszej Maryi Panny i św. Apostołów Szymona i Judy Tadeusza w Więcborku
Kościół Wniebowzięcia Najświętszej Maryi Panny i św. Apostołów Szymona i Judy Tadeusza w Więcborku – rzymskokatolicki kościół parafialny w Więcborku, w powiecie sępoleńskim, w województwie kujawsko-pomorskim. Mieści się przy południowo-wschodnim narożniku Placu Jana Pawła II (rynku), na wzniesieniu opadającym w stronę południową ku jezioru Więcborskiemu. Należy do dekanatu Sępólno Krajeńskie.

## Historia

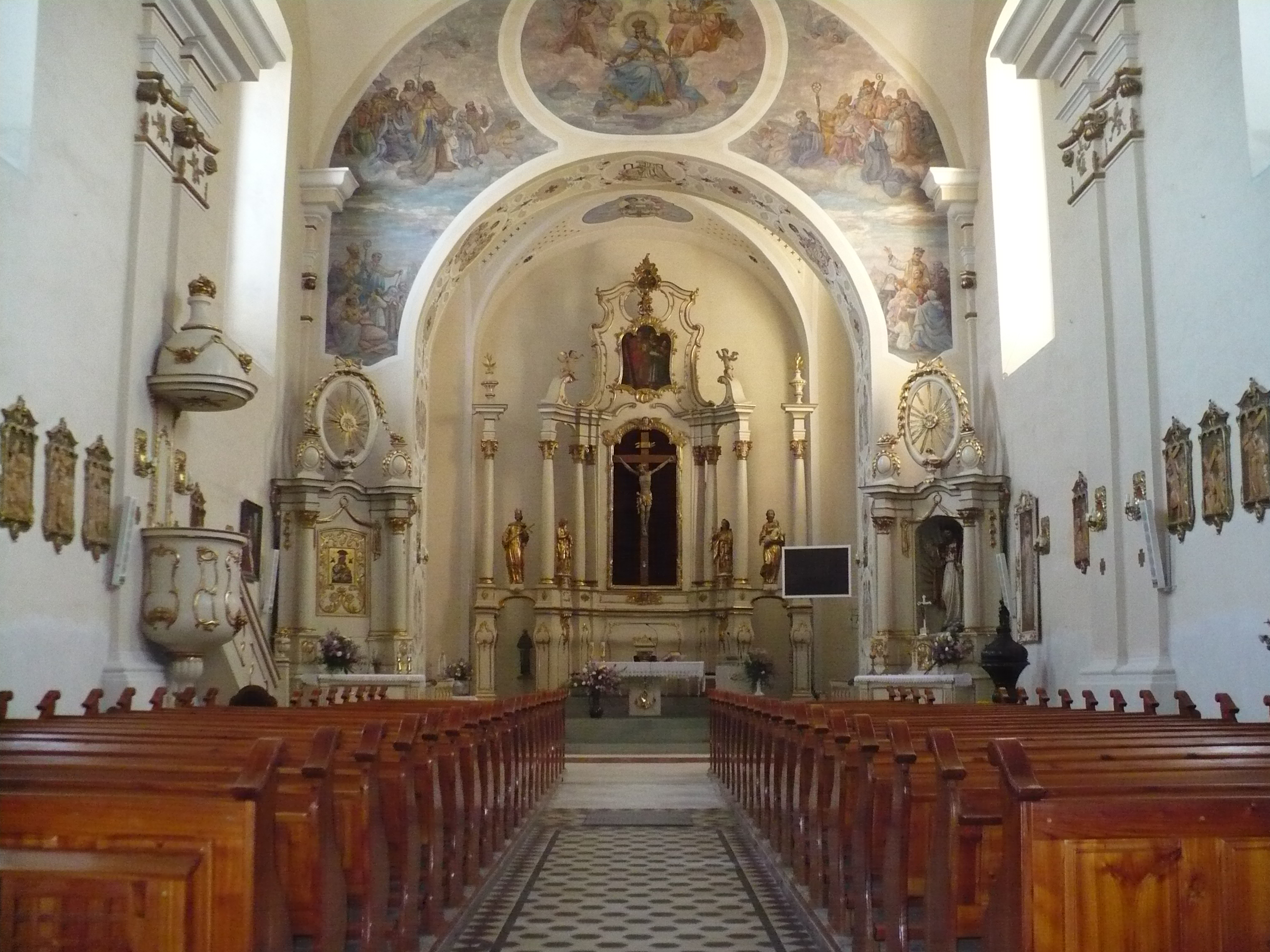
Wnętrze kościoła

Obecna świątynia została wzniesiona w latach 1772–1778 z fundacji ówczesnych właścicieli miasta – Aleksandra Hilarego Potulickiego (1722–1780?) i jego syna hrabiego Michała Bonawentury (1756–1805) z wykorzystaniem części murów poprzedniej budowli wybudowanej za czasów Józefa Remigiana Potulickiego (ok. 1694/1695–1734). Budowniczym kościoła był Dawid Facel z Chojnic. Około 1779 roku zostało wykonane wyposażenie wnętrza, które uzupełniono potem w kolejnych latach. Budowla była kilkakrotnie remontowana (lata 1895, 1908, 1911, 1925). Świątynia została rozbudowana w 1937 roku o nowe prezbiterium, kruchtę i zakrystię od strony zachodniej i wschodniej podczas urzędowania księdza Jana Wilmowskiego. Architektem przebudowy był Zygmunt Knothe z Torunia.

## Wyposażenie
Wystrój wnętrza rokokowo-klasycystyczny z 1779 roku i z początku XX stulecia. Do wyposażenia należą m.in. ołtarz główny z 1779 roku, dwa ołtarze boczne z około 1779 roku, ambona z lat 70. XVIII stulecia, dwa konfesjonały z końca XVIII stulecia, dwie ławy kolatorskie, klęczniki, fotele, dwa taborety i stolik mieszczące się w prezbiterium, zdobione podobnymi motywami dekoracyjnymi, w latach międzywojennych XX wieku oraz późnobarokowa chrzcielnica z 1779 roku.